# Chrysonotomyia dominicana
Chrysonotomyia dominicana är en stekelart som beskrevs av Alex Gumovsky 2001. Chrysonotomyia dominicana ingår i släktet Chrysonotomyia och familjen finglanssteklar.
Artens utbredningsområde är Dominikanska republiken. Inga underarter finns listade i Catalogue of Life.